# La Fiole
La Fiole (ook wel geschreven als La Fiolle) is een plaats in het Franse departement Nièvre (58), (regio Bourgondië). Het valt onder de gemeente Planchez en telde in 2008 ongeveer 10 permanente inwoners in de ongeveer 40 huizen. De plaats maakt deel uit van het arrondissement Château-Chinon (Ville).  
Het dorp heeft geen straatnaam. Alleen postcode, plaatsnaam en naam van geadresseerden is voldoende om een brief aan te laten komen.

## Bevolking
La Fiole valt onder Planchez zoals ook plaatsen als Planchot, Boutenot. Steeds meer huizen hebben geen vaste bewoner door leegloop, door vergrijzing en door overlijden van de oorspronkelijke bewoners. De jeugd trekt naar de grote steden bij gebrek aan werk. In de zomer groeit het bevolkingsaantal vaak doordat kinderen van de voormalige bewoners het ouderlijk huis als vakantiehuis gebruiken.
In 1995 kwam de eerste Nederlandse huiseigenaar en langzaam is dit aantal uitgegroeid tot drie in 2008. In 2014 is het aantal vaste inwoners afgenomen tot acht en zijn vier huizen in Nederlands bezit. In 2018 waren er acht huizen bewoond en was het aantal vaste bewoners iets toegenomen.

## Kerstbomenteelt
De omgeving van Planchez is het grootste centrum in de Morvan en Frankrijk van de kerstbomenteelt (Naudet). Eind november komen vrachtwagens uit heel Europa de kerstbomen oppikken in Planchez.
Ondanks afspraken wordt zo nu en dan ergens een stukje land ingenomen of worden grote dennenbomen verwijderd om er kerstbomen op te zetten. Tegen afspraken in wordt er zo nu en dan ook een stukje loofbos meegenomen om ruimte te maken voor de kerstbomenteelt. In tegenstelling tot het idee van een natuurpark te zijn "Parc Naturel du Morvan" worden ook middelen gebruikt tegen begroeiing tussen de kerstbomenaanplant. Deze stoffen hebben zo'n vijftien jaar nodig om weer uit de bodem te verdwijnen.
Langzaam komen mensen in actie om grond op te kopen. Dit doen ze om te voorkomen dat de kerstbomenteelt te groot wordt en het milieu te veel wordt aangetast door de herbiciden die worden gebruikt.

## Geschiedenis
Het Plateau van La Fiole werd vroeger vaak gebruikt voor volksfeesten, gezien de geschiedenisboeken uit die omgeving. Dit plateau lag ter hoogte van de plek waar de hoofdstraat waterpas loopt. Het gehucht heeft geen winkels, kerk of andere openbare gebouwen. De voormalige basisschool is nu in gebruik als woonhuis. Door de jaren heen zijn erg veel huizen in verval geraakt en daarna afgebroken. Een van de laatste huizen met een rieten dak in de Morvan (chaume) stond op de kruising in La Fiole en moet rond 1990 afgebroken zijn. (Zie externe link onder deze tekst.)
La Fiole heeft een historie met nourrices; jonge vrouwen die net bevallen waren, gingen naar Parijs om hun gezonde borstvoeding aan de Parijse baby's te geven (rond 1900). De Morvan is altijd een afgelegen gebied met weinig inkomsten geweest en dit werd een van de  inkomstenbronnen. De Parijse bleekneusjes kwamen ook wel in de Morvan vanwege de schone lucht en de gezonde atmosfeer die er tot op heden nog steeds is. Een andere vorm van inkomen was de galvache, mannen die een of twee koeien hadden en daarmee in de bosbouw werkten. De koeien trokken het hout uit de bossen in grote stukken van Noord-Europa waardoor die mannen lang van huis waren. Daaraan gekoppeld zat weer een ander beroep, dat van flotteur: mannen die houten vlotten maakten van de boomstammen en zich met die vlotten af lieten drijven naar Parijs, om deze stad van brandhout te voorzien.

## Klimaat
Het klimaat is normaal gesproken net iets warmer in de zomer dan in Nederland en iets kouder in de winter door de hoogte. Het weertype is vergelijkbaar met Nederland. 's Winters is er meer kans op sneeuw in het hoger gelegen deel van de Morvan waar La Fiole ook bij hoort.

## Recreatie
La Fiole ligt tussen het Lac des Settons en het Lac de Pannecière op een hoogte van 560 meter en is helemaal omringd door bossen. Het gebied wordt voor de jacht gebruikt, vooral op ree en wild zwijn. Ook wordt in de bossen met quads en motoren gereden, vooral in de weekenden en vakantieperioden. Bij fietsers is de klim van het Lac de Panneciere (Chaumard) via Boutenot, La Fiole naar Planchez populair, ongeveer twaalf kilometer omhoog. Ook mountainbikers vinden in de Morvan het grootste  uitgebreid en gebaliseerd netwerk van tracks in Frankrijk. Veel motorrijders bezoeken het gebied om doorheen te cruisen omdat er maar weinig rechte wegen lopen.